# Trittico Lombardo
Trittico Regione Lombardia, vanligen kallad Trittico Lombardo (italienska för "Lombardiska triptyken", friare översatt "Lombardiska trippeln"), är tre endagars cykellopp i Lombardiet, Italien, vilka från 1997 till 2014 avhölls under tre på varandra följande dagar (den inbördes ordningen varierade). Utöver priser i de enskilda loppen har sedan 1997 även en sammanlagd vinnare utsetts (poängsystem för placeringar). Tävlingarna är:
- Tre Valli Varesine
- Coppa Agostoni
- Coppa Bernocchi

Tävlingarna gick i mitten av augusti (2014 i mitten av september), men splittrades 2015 när den viktigaste deltävlingen, Tre Valli Varesine (klassificerad av UCI som 1.HC, de båda övriga som 1.1), senarelades med tolv dagar i förhållande till de båda övriga (vilka fortsatt "hänger ihop"). Trots splittringen i kalendern fortlever Trittico Lombardo och har fortfarande en diamant i förstapris
År 2020 ställdes de tre tävlingarna in på grund av Covid-19-pandemin. I deras ställe kördes ett lopp kallat "Gran Ttittico Lombardo", som vanns av spanjoren Gorka Izagirre.

## Segrare
| År   | Tre Valli Varesine                                                                | Coppa Agostoni                                                                    | Coppa Bernocchi                                                                   | Sammanlagt           |
| ---- | --------------------------------------------------------------------------------- | --------------------------------------------------------------------------------- | --------------------------------------------------------------------------------- | -------------------- |
| 1997 | Roberto Caruso                                                                    | Massimo Apollonio                                                                 | Gianluca Bortolami                                                                | Giovanni Lombardi    |
| 1998 | Davide Rebellin                                                                   | Andrea Tafi                                                                       | Fabio Sacchi                                                                      | Mirko Celestino      |
| 1999 | Sergio Barbero                                                                    | Massimo Donati                                                                    | Giancarlo Raimondi                                                                | Sergio Barbero       |
| 2000 | Massimo Donati                                                                    | Jan Ullrich                                                                       | Romāns Vainšteins                                                                 | Raimondas Rumšas     |
| 2001 | Mirko Celestino                                                                   | Francesco Casagrande                                                              | Paolo Valoti                                                                      | Gianluca Tonetti     |
| 2002 | Eddy Ratti                                                                        | Laurent Jalabert                                                                  | Daniele Nardello                                                                  | Eddy Ratti           |
| 2003 | Danilo Di Luca                                                                    | Francesco Casagrande                                                              | Sergio Barbero                                                                    | Massimo Giunti       |
| 2004 | Fabian Wegmann                                                                    | Ingen segrare                                                                     | Angelo Furlan                                                                     | Ingen segrare        |
| 2005 | Stefano Garzelli                                                                  | Paolo Valoti                                                                      | Danilo Napolitano                                                                 | Lorenzo Bernucci     |
| 2006 | Stefano Garzelli                                                                  | Alessandro Bertolini                                                              | Danilo Napolitano                                                                 | Andrea Tonti         |
| 2007 | Christian Murro                                                                   | Alessandro Bertolini                                                              | Danilo Napolitano                                                                 | Alessandro Bertolini |
| 2008 | Francesco Ginanni                                                                 | Linus Gerdemann                                                                   | Steven Cummings                                                                   | Ingen segrare        |
| 2009 | Mauro Santambrogio                                                                | Giovanni Visconti                                                                 | Luca Paolini                                                                      | Mauro Santambrogio   |
| 2010 | Dan Martin                                                                        | Francesco Gavazzi                                                                 | Manuel Belletti                                                                   | Francesco Gavazzi    |
| 2011 | Davide Rebellin                                                                   | Sacha Modolo                                                                      | Jaŭhen Hutarovič                                                                  | Jaŭhen Hutarovič     |
| 2012 | David Veilleux                                                                    | Emanuele Sella                                                                    | Sacha Modolo                                                                      | David Veilleux       |
| 2013 | Kristijan Đurasek                                                                 | Filippo Pozzato                                                                   | Sacha Modolo                                                                      | Simone Ponzi         |
| 2014 | Michael Albasini                                                                  | Niccolò Bonifazio                                                                 | Elia Viviani                                                                      | Simone Ponzi         |
| 2015 | Vincenzo Nibali                                                                   | Davide Rebellin                                                                   | Vincenzo Nibali                                                                   | Vincenzo Nibali      |
| 2016 | Sonny Colbrelli                                                                   | Sonny Colbrelli                                                                   | Giacomo Nizzolo                                                                   | Sonny Colbrelli      |
| 2017 | Alexandre Geniez                                                                  | Michael Albasini                                                                  | Sonny Colbrelli                                                                   | Michael Albasini     |
| 2018 | Toms Skujiņš                                                                      | Gianni Moscon                                                                     | Sonny Colbrelli                                                                   | Toms Skujiņš         |
| 2019 | Primož Roglič                                                                     | Aljaksandr Raboesjenka                                                            | Phil Bauhaus                                                                      | Giovanni Visconti    |
| 2020 | Inställda på grund av Covid-19-pandemin och sammanslagna till ett lopp vunnet av: | Inställda på grund av Covid-19-pandemin och sammanslagna till ett lopp vunnet av: | Inställda på grund av Covid-19-pandemin och sammanslagna till ett lopp vunnet av: | Gorka Izagirre       |
| 2021 | Alessandro De Marchi                                                              | Aleksej Loetsenko                                                                 | Remco Evenepoel                                                                   | Alessandro Covi      |
| 2022 | Tadej Pogačar                                                                     | Sjoerd Bax                                                                        | Davide Ballerini                                                                  | Alejandro Valverde   |
| 2023 | Ilan Van Wilder                                                                   | Davide Formolo                                                                    | Wout van Aert                                                                     | Vincenzo Albanese    |